# Episema elephantina
Episema elephantina là một loài bướm đêm trong họ Noctuidae.